# 宮地由梨香
宮地 由梨香 (みやじ ゆりか、1991年4月8日 - ）は、日本の元AV女優。ピースプロモーション所属。

## 略歴
テレビ大阪の『女子ラボリューション』など、バラエティ番組を中心にタレント活動をしていた。
2012年4月にSODクリエイトからAVデビュー。同年5月17日にはTBSのバラエティ『有田とマツコと男と女』に出演。 
2013年3月に引退。

## 出演作品

### アダルトビデオ
2012年
- 芸能人 PREMIER 芸能人AV解禁 宮地由梨香（4月7日、カルマ）
- 宮地由梨香 SODACEデビュー（5月10日、SODクリエイト）
- 宮地由梨香 清純アイドルフェイスに大量ザーメンぶっかけ!（6月7日、SODクリエイト）
- 真性中出し解禁!!アナタのおち○ぽミルク、オマ○コいっぱいになまなか 宮地由梨香 （7月5日、SODクリエイト）
- 誰にも言えない 3（8月1日、プレステージ）
- 黒髪美少女、躾の時間（8月3日、NON）
- 制服美少女と性交 50回記念特別盤（8月3日、ドリームチケット）
- 「いたくしないでね」 3（8月10日、プレステージ）
- ザーメンを愛するすべての人に捧げる 史上最大のザーメンファン感謝祭 2（8月23日、SODクリエイト）
- 陥没乳首細マッチョ（8月24日、First Star）
- わたし、彼氏が3人います（9月1日、プレステージ）
- 夏場の貧乳女子は乳首が見えやすく、その視線に気付いた時、羞恥心からくる快感に股間を濡らしている（仮）（9月11日、プレステージ）共演:朝倉ことみ、田辺莉子
- 芸能人 宮地由梨香 大量ごっくんはじめました お願い私に精子を飲ませてください 哀願ザーメンごっくん 変態少女（9月19日、クロス）
- やっぱり、君が好き 美少女・微熱レズビアン ～第6章・私のカノジョ～ 宮地由梨香 立花くるみ（9月21日、ワープエンタテインメント）
- 父親の借金を未発達なカラダで返済させられる娘（10月6日、HIBINO）
- キモメンパニックルーム（10月13日、ムーディーズ）
- 女子校生・イラマチオ（10月19日、ワープエンタテインメント）
- 飲精お姉さん妄想（10月25日、アロマ企画）
- ほろ酔い中出しパーティー（10月25日、本中）
- 巨大ヒロイン 妹系プチ巨大ヒロイン 電脳天使バイナリーガール キモオタ怪獣連続中出し地獄 (10月26日、GIGA)
- ロリ専科 顏騎フェラ少女に尻コキ射精（11月2日、グレイズ）
- パイパン解禁薬漬け真性ナマ中出し 不良に憧れる優等生が本当に求めていた更なる快楽（11月8日、V&R PRODUCE）
- クラスの地味目な女の子は精飲好きな変態少女（11月13日、MARX）
- 制服美少女生着替え 1（11月13日、ピンク）
- ゴックン秘密基地（11月23日、ワープエンタテインメント）
- 入国審査で脱がされた女子大生（11月23日、EROTICA）
- もうすぐ卒業だから… 学籍番号014 宮地由梨香（11月23日、ワンダフル）
- 肉壷堕ち テニス部 ゆりか（11月24日、ラマ）
- 制服の愛人（11月25日、オーロラプロジェクト・アネックス）
- 中出し専用肉便器（12月1日、ムーディーズ）
- いいなり美少女性的虐●（12月1日、ワンズファクトリー）
- 真・世界一と世界二のチ●ポを持つ男起ちに薬漬けされて白目むくまでガン突きFUCK!!!（12月7日、NON）
- 宮地由梨香 ～少女のMな微乳～（12月20日、ユープランニング）
- 舐め合い濃厚レズキス ～二人のロリ温泉旅行～ 宮地由梨香 松下ひかり（12月20日、HIBINO）
- おしおきされてイキまくるドジっ娘メイド ゆりか（12月23日、サムシング）
- ザ・万引き映像 バーコードハゲに抱かれる『堕ちた人妻』（12月25日、ながえスタイル）

2013年
- 愛らしい女子校生といやらしいセックス 未成年と肉体関係（1月1日、無言）
- こってりした中出し（1月18日、ワープエンタテインメント）
- ものすごい失禁 vol.8（2月7日、アイエナジー）
- 厨二病でもエッチしたい！（2月25日、コスキューブ）

## オナホール
- 宮地由梨香+（2012年7月25日、EXE）